# Tanytarsus latifrons
Tanytarsus latifrons är en tvåvingeart som beskrevs av Jean-Jacques Kieffer 1922. Tanytarsus latifrons ingår i släktet Tanytarsus och familjen fjädermyggor.
Artens utbredningsområde är Tyskland. Inga underarter finns listade i Catalogue of Life.